# Paul Arrivet
Paul Blaise Marcel Arrivet (Paris 10e, 10 décembre 1850 – Crouy, 29 octobre 1914) est un officier général français. C'est l'un des 42 généraux français morts au combat durant la Première Guerre mondiale.

## Biographie
Né dans le 10e arrondissement de Paris dans la Seine, il est le fils d'un employé des postes, Jean Louis Pascal Marcel Arrivet et d'Adélaïde Amandine de Bulliond.
Paul Arrivet est incorporé, avec sa classe d'âge, comme soldat au 5e bataillon de chasseurs à pied le 21 octobre 1870.
Durant la guerre franco-allemande de 1870, il est fait prisonnier le 13 décembre 1870 à Vendôme et libéré le 4 juillet 1871.
Il est s'engage dans l'armée d'active et, est nommé sous-officier le 4 novembre 1871 au 11e bataillon de chasseurs à pied.
Sorti du rang, il devient officier (sous-lieutenant) le 25 novembre 1874 au 17e bataillon de chasseurs à pied.
Il se marie à Alençon, le 7 mai 1877 avec Marie Henriette Joséphine Geslin (née le 28 avril 1850 et décédée le 8 février 1901).
De cette union naissent une fille, Marie Henriette (née le 14 février 1878 et décédée le 29 août 1959) et un garçon, Pierre Olivier (né le 5 mars 1882-« mort pour la France » le 12 avril 1919).
Lieutenant, il intègre l'École de guerre.
Il sort 25e sur 68 élèves de sa promotion de l'école militaire, le 6 novembre 1885.
Capitaine breveté d'état-major, il rejoint le 30 décembre 1885 le 28e bataillon de chasseurs à pied, puis, le 13 janvier 1887, le 51e régiment d'infanterie.
Il est promu chef de bataillon le 30 décembre 1895 auprès de l'état-major du 2e corps d'armée à Amiens.
Le 1er octobre 1902, il est lieutenant-colonel du 68e régiment d'infanterie puis du 71e régiment d'infanterie à Saint-Brieuc.
Il est promu colonel le 27 mars 1907 et prend le commandement du 77e régiment d'infanterie le 27 avril suivant à Cholet.
Chevalier de la Légion d’honneur depuis 1890, il est nommé officier de l’ordre le 30 décembre 1909.
En juillet 1913, le colonel Arrivet passe cadre de réserve avec le grade de général de brigade.

### Première Guerre mondiale
Le 3 août 1914, le général Arrivet reprend le service et, est mobilisé à la tête de la 109e brigade de réserve d'infanterie (BI).
Depuis Auxerre, la brigade intègre la 55e division d'infanterie et est engagée dans le secteur de Saint-Mihiel.
En septembre 1914, la brigade Arrivet combat dans la bataille de la Marne, puis du 13 au 28 septembre dans la bataille de l'Aisne.
Il est tué lors d'une inspection dans les tranchées du 289e régiment d'infanterie le 29 octobre 1914  à l'ouest de Crouy.

Il est cité, à titre posthume, à l'ordre de l'armée : 

« A conduit brillamment sa brigade au feu. A trouvé une mort glorieuse, le 29 octobre 1914, frappé d'une balle à la tête pendant la visite de tranchées situées à moins de 300 mètres de l'ennemi. »

Les obsèques du général Arrivet se tiennent le 31 octobre 1914 à Vauxbuin. Reconnu « mort pour la France », il est enterré à Pommerieux.

## Décorations
Officier de la Légion d'honneur (décret du 30 décembre 1909)

 Croix de guerre 1914–1918, palme de bronze (une citation à l'ordre de l'armée - à titre posthume)

## Postérité
Son nom est inscrit au monument des Généraux morts au Champ d'Honneur 1914-1918 de l'église Saint-Louis à l'Hôtel des Invalides de Paris.